# In concerto (Umberto Tozzi)
In concerto è il primo album live di Umberto Tozzi del 1980, contenente varie esibizioni in un concerto.

## Tracce
Disco 1 (o Lato A e B, per vinile)
1. Io camminerò
2. Alleluia se
3. Dimmi di no
4. Qualcosa qualcuno
5. Calma
6. Dimentica dimentica
7. Ti amo
8. Tu

Disco 2 (o Lato C e D, per vinile)
1. Fermati allo stop
2. Gabbie
3. A cosa servono le mani
4. Perdendo Anna
5. Stella Stai
6. Nemico Alcool
7. Gloria

## Formazione
- Umberto Tozzi - voce
- Lee Ritenour - chitarra
- Les Hurdle - basso
- Greg Mathieson - tastiera
- John Ferraro - batteria
- Geoff Bastow - tastiera
- Mats Bjorklund - chitarra
- Arturo Zitelli, Marco Ferradini - cori